# Mochowo Nowe
Mochowo Nowe (do 31 grudnia 2002 Nowe Mochowo) – wieś w Polsce położona w województwie mazowieckim, w powiecie sierpeckim, w gminie Mochowo.
Wsie Mochowo Nowe, Dobrzenice Duże i Załszyn tworzą sołectwo o nazwie Mochowo-Dobrzenice.
W latach 1975–1998 miejscowość administracyjnie należała do województwa płockiego. 1 stycznia 2003 nastąpiła zmiana nazwy wsi z Nowe Mochowo na Mochowo Nowe.